# Okres Hallein
Okres Hallein je okres v rakouské spolkové zemi Salcbursko. Má rozlohu 668,31 km² a žije zde 61 660 obyvatel (k 1. 1. 2023). Sídlem okresu je město Hallein. Okres se dále člení na 13 obcí (z toho 1 město a 4 městysy).

## Města a obce
| Město: - Hallein Městysy: - Abtenau - Golling an der Salzach - Kuchl - Oberalm | Obce: - Adnet - Annaberg-Lungötz - Bad Vigaun - Krispl - Puch bei Hallein - Rußbach am Paß Gschütt - St. Koloman - Scheffau am Tennengebirge |